# Constantin Noica
Constantin Noica (12. července 1909, Vitănești – 4. prosince 1987, Sibiu) byl rumunský filozof a esejista a překladatel. Zabýval se krizí moderní kultury. Usiloval o vystižení rumunské duchovnosti prostřednictvím analýzy jazyka a kulturních archetypů.
Do rumunštiny překládal díla z řečtiny (Platón, Aristotelés, Ammónios Sakkás), latiny (Aurelius Augustinus, Descartes) a němčiny (Kant a Hegel).

## Dílo
| - 1934 – Mathesis sau bucuriile simple - 1936 – Concepte deschise în istoria filozofiei la Descartes, Leibniz și Kant - 1937 – De caelo - 1940 – Schiță pentru istoria lui cum e cu putință ceva nou - 1943 – Două introduceri și o trecere spre idealism. Cu traducerea primei introduceri kantiene a Criticei Judecarii - 1944 – Pagini despre sufletul românesc - 1944 – Jurnal filosofic - 1962 – Fenomenologia spiritului de GWF Hegel istorisită de Constantin Noica - 1969 – Douăzeci si sapte de trepte ale realului - 1969 – Platon: Lysis (cu un eseu despre înțelesul grec al dragostei de oameni si lucruri) - 1970 – Rostirea filozofică românească - 1973 – Creație și frumos in rostirea românească - 1975 – Eminescu sau gânduri despre omul deplin al culturii romanesti - 1975 – Despărțirea de Goethe - 1978 – Sentimentul românesc al ființei - 1978 – Spiritul românesc la cumpătul vremii. Șase maladii ale spiritului contemporan. - 1980 – Povestiri despre om, dupa o carte a lui Hegel: Fenomenologia spiritului - 1981 – Devenirea întru ființă, vol. I: Incercarea asupra filozofiei traditionale; vol. II: Tratat de ontologie ' - 1984 – Trei introduceri la devenirea întru ființă - 1986 – Scrisori despre logica lui Hermes | Posmrtně vydáno - 1988 – De Dignitate Europae - 1990 – Jurnal de idei - 1990 – Rugați-vă pentru fratele Alexandru - 1992 – Simple introduceri la bunătatea timpului nostru - 1992 – Introducere la miracolul eminescian - 1994 – Semnele Minervei, publicistică, volumul I - 1996 – Între suflet și spirit , publicistică, volumul II - 1997 – Manuscrisele de la Cîmpulung - 1998 – Echilibrul spiritual. Studii și eseuri (1929–1947) - 2003 – Moartea omului de mâine. Publicistică volumul III - 2007 – Despre lăutărism |